# Беляев, Александр Андреевич
Алекса́ндр Андре́евич Беля́ев (укр. Олександр Андрійович Бєляєв; род. 4 октября 1999, Днепропетровск) — украинский футболист, полузащитник клуба «Александрия».

## Биография
Родился в Днепропетровске, воспитанник академии местного «Днепра». В турнирах ДЮФЛ Украины провёл 48 матчей, забил 11 голов. В 2016 году подписал с клубом профессиональный контракт, однако выступал только за молодёжную (9 матчей, 2 гола) и юношескую (2 матча) команды. В следующем году перешёл в «Днепр-1», заявившийся во вторую лигу чемпионата Украины. В составе клуба в дебютном сезоне был одним из основных игроков, а команда стала серебряным призёром лиги и дошла до полуфинала Кубка Украины (в полуфинальном матче против киевского «Динамо» Беляев на 73-й минуте вышел на замену вместо Егора Чегурко). В следующем году был отправлен в аренду в кропивницкую «Звезду», однако, после расформирования команды в зимнее межсезонье, вернулся в «Днепр-1», в составе которого стал победителем первой лиги. Дебютировал в украинской Премьер-лиге 3 ноября 2019 года, на 88-й минуте домашнего матча против луганской «Зари» заменив Александра Снижко. В 2020 году был арендован грузинским «Сабуртало».

### Сборная
В октябре 2017 года был вызван Александром Петраковым в юношескую сборную Украины (до 19 лет). Дебютировал за команду 4 октября 2017 года, выйдя в стартовом составе в матче против Албании, после перерыва будучи заменённым Николаем Мусолитиным. Летом 2018 года в составе сборной отправился на юношеский чемпионат Европы в Финляндии, на котором команда дошла до полуфинала, а Беляев отыграл 2 матча.

## Достижения
«Днепр-1»
- Победитель Первой лиги Украины: 2018/19
- Серебряный призёр Второй лиги Украины: 2017/18

«Сабуртало»
- Обладатель Суперкубка Грузии: 2020

«Александрия»
- Серебряный призёр чемпионата Украины: 2024/25